# Castello di Venngarn
Il Castello di Venngarn è situato nel territorio comunale di Sigtuna in Svezia e fu principalmente costruito nel 1670 da Magnus Gabriel De la Gardie in collaborazione con l'architetto Jean de la Vallée, mentre la prima costruzione risaliva al 1167. L'edificio principale è di circa 2200 metri quadrati e l'area intorno si estende per circa 37 ettari.

## Storia
Il castello ha radici molto antiche. I più antichi dati storici partono dal 1100. I proprietari furono numerosi e uno dei più noti fu Folke Jonsson (Fånöätten). Nella seconda metà del 1400, la proprietà di Venngarn passò alla Casa di Baner. Venne dotato da Eskil Isaksson Baner alla figlia Sigrid, nonna di Gustavo Vasa. Annullando un'eredità precedente, Gustavo Vasa riuscì, nel 1555, ad acquisire il castello che divenne proprietà della Corona.
Nel 1619 Gustavo Adolfo conferì la proprietà al conte Franz von Thurn Berendt, il cui figlio vendette poi il castello, per 50.000 talleri, a Magnus Gabriel De la Gardie nel 1653. Inizia così il periodo di massimo splendore per il castello di Venngarns. Come capo della reggenza di Carlo XI, Magnus Gabriel De la Gardie era allora uno dei politici più influenti. Il reddito dei suoi vasti domini era elevatissimo in quanto si ritiene il suo patrimonio fosse costituito da circa 1000 proprietà.  Dopo la Riduzione del re tutti i beni dovettero essere restituiti alla corona. A De la Gardie fu concesso il diritto di occupare e utilizzare Venngarn durante il resto della sua vita ed ivi morì il 26 aprile 1686. Da quella data il castello passò ai beni della Corona di Svezia e venne concesso in locazione a famiglie diverse.